# 蔡东
蔡东（1968年10月—），男，汉族，山东济南人，中华人民共和国金融人物，曾任中国农业银行执行董事、副行长、党委委员。2022年6月，当选为中共吉林省委常委，同时兼任吉林省人民政府常务副省长。

## 生平
2016年7月至2019年3月，蔡东任国家开发银行副行长、党委委员，期间，国家开发银行董事长为胡怀邦（2013年4月－2018年9月），赵欢（2018年9月－）。